# Acraea pseudopelargius
Acraea pseudopelargius är en fjärilsart som beskrevs av Embrik Strand 1914. Acraea pseudopelargius ingår i släktet Acraea och familjen praktfjärilar. Inga underarter finns listade i Catalogue of Life.